# Gastronomía de Singapur

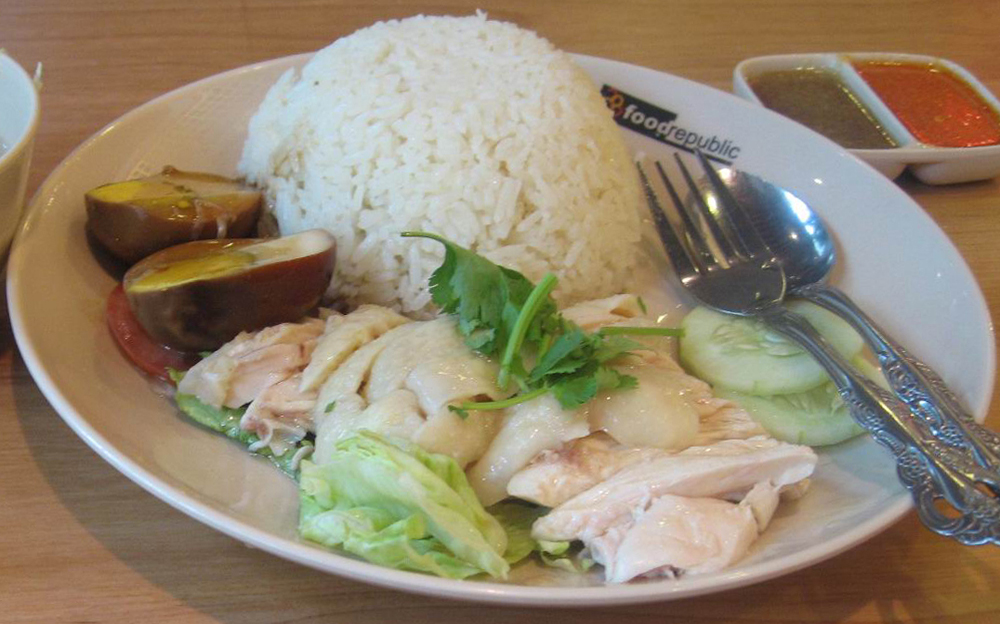
El popular Pollo con arroz de Hainan.

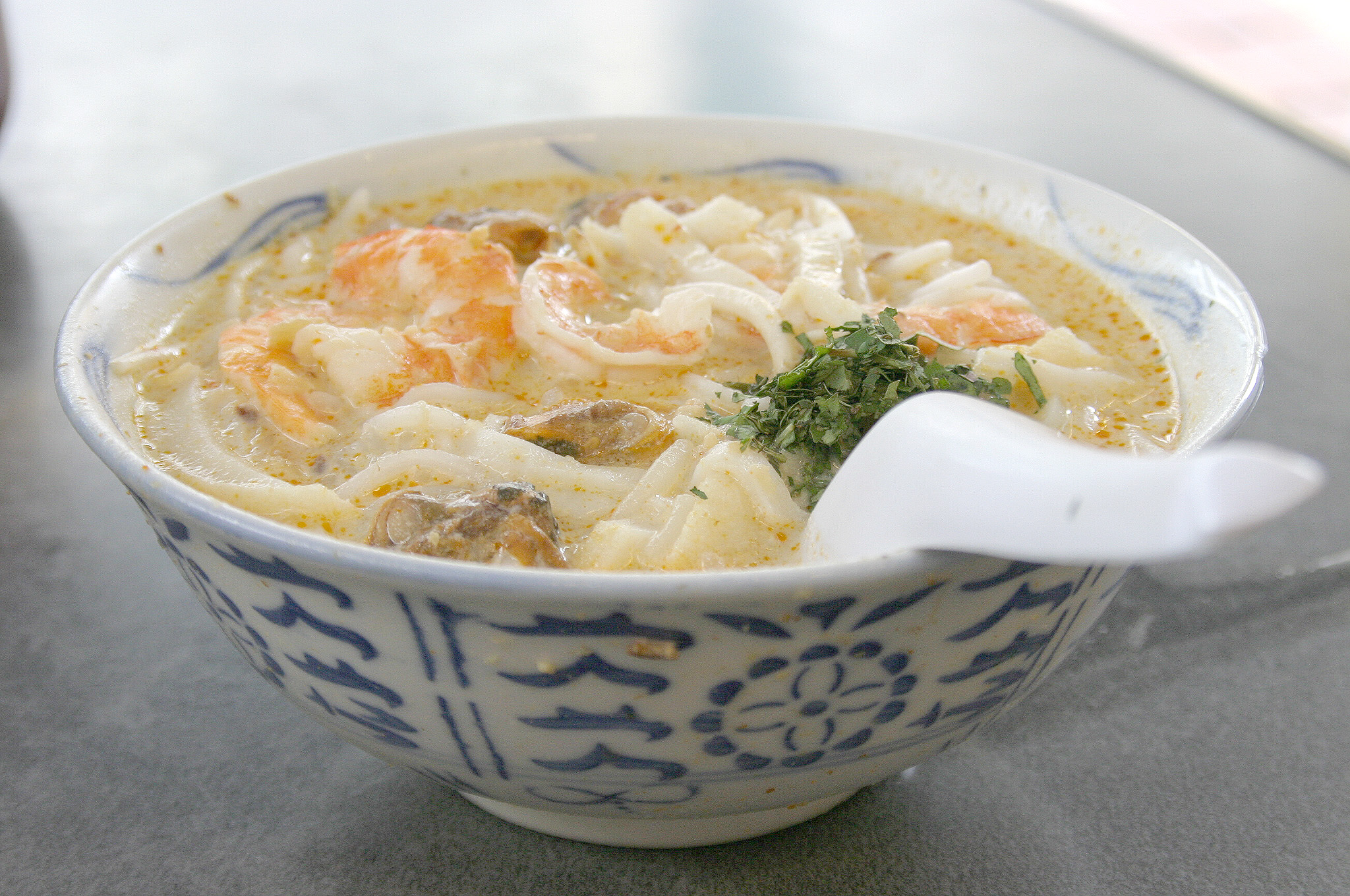
Laksa, un plato muy popular en Singapur

La gastronomía de Singapur es un excelente ejemplo de la mezcla étnica y diversidad de culturas existentes en Singapur. Esta cocina tiene muchas influencias de la cocina malaya, china, india (en especial de la cocina tamil) y de formar parte de las cocinas del Sureste Asiático. También ha recibido influencias de Occidente debido a la ocupación de las islas por los ingleses en el siglo XIX. Como ejemplo de variedad y fusión de estilos, en plos hawker stores (una especie de food court) de Singapur, puede observarse cómo los chefs originarios de China preparan platos indios, mientras que los chefs indios preparan diversos platos de Malasia. La cocina es uno de los atractivos culturales de Singapur.

## Platos genéricos

### Inspirados en la cocina china

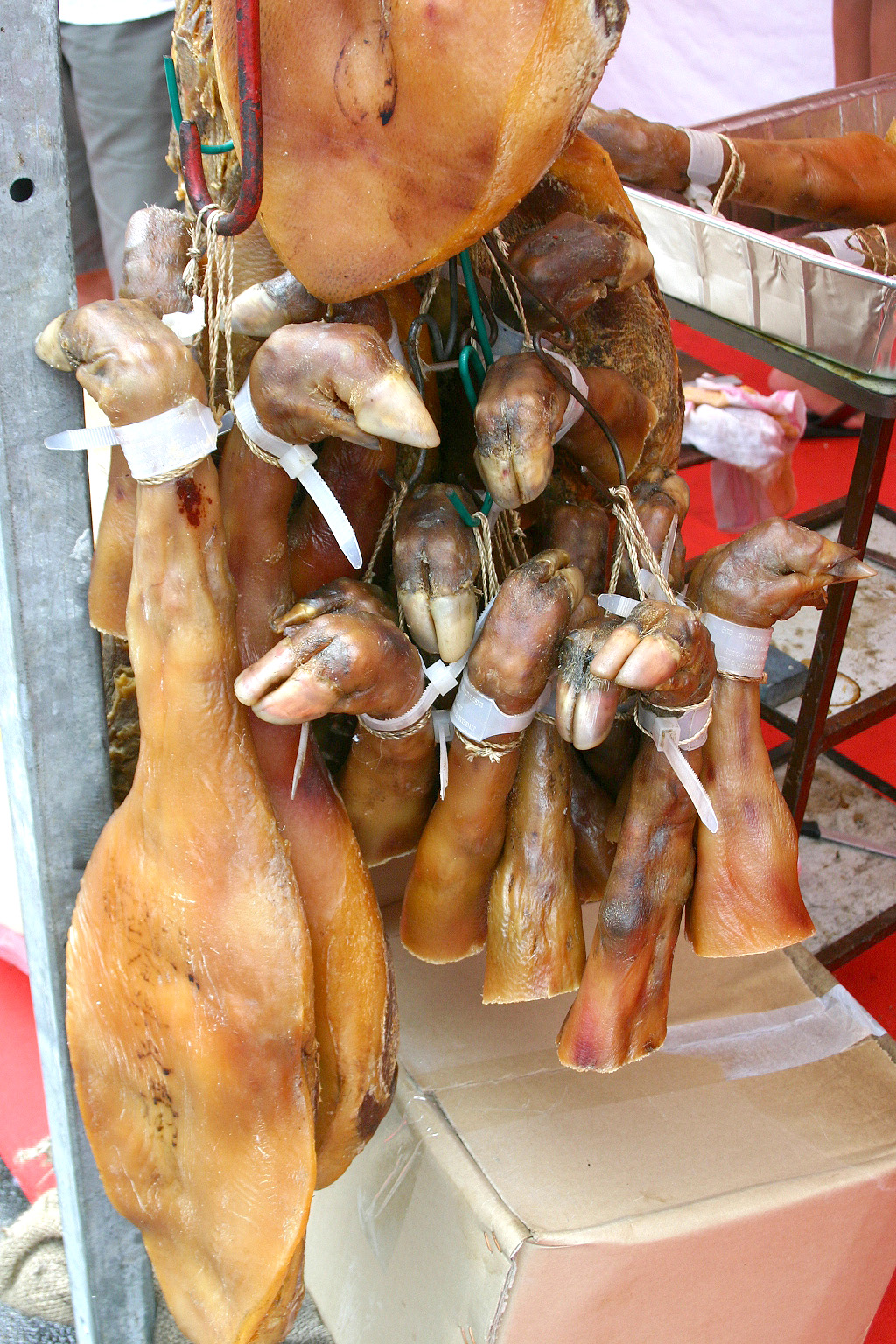
Jamones en un mercado de Singapur típicos de las celebraciones del Año Nuevo chino.

Muchos de los platos son adaptaciones de la cocina china debido a los inmigrantes, aunque el uso de ingredientes locales ya no hace posible considerarlos chinos.
- Bak kut teh (en chino: ; pinyin: ròu gǔ chá), sopa elaborada con costillas de cerdo y a la que se vierte una variedad de hierbas y especias chinas.
- Bak chor mee (肉脞面 roù cuò miàn), fideo a base de huevo con cerdo picado y otros ingredientes, servidos secos o en sopa. Se suele usar el fideo mee pok en la elaboración de este plato.
- Ban mian (板面 bǎn miàn), fideos elaborados a mano y servidos con verduras, albóndigas, setas laminadas y un huevo en una sopa ikan bilis.
- Chai tow kway, o Pastel de Zanahoria (菜头粿 cài tóu guǒ), se trata de rábanos picados y puestos a elaborar stir fried con huevo revuelto. Hay versiones que se denominan 'negro' (con salsa de soja y/o chili) o 'blanco' (sin salsa de soja, pero a veces con chili).
- Char p'ng, arroz frito (炒饭 chǎo fàn).
- Char kway teow (炒粿条 chǎo guǒ tiáo), una mezcla de arroz, harina (kuay teow) y fideos stir-fried en una salsa de soja con gambas, huevos, brote de soja, pastel de pescado, verduras, col china y algo de tocino.
- Char siew rice (叉烧饭 chā shāo fàn) y fideos Char siew (叉烧面 chā shāo miàn). Se trata de un plato de arroz cantonés que puede llevar fideos junto con cerdo a la barbacoa.
- Chee cheong fun (猪肠粉 zhū cháng fěn), harina de arroz al vapor y puesta en forma de rollos, algunas veces mezclada con cerdo, pollo o verduras. Se sirve con una salsa dulce de soja.
- Chok (粥 zhōu), Cantonés porridge de arroz en varios sabores, incluye pollo y cerdo, a menudo servido con ikan bilis y rebanadas de huevo centenario o fresco.
- Chwee kway o zhui kueh (水粿 shuǐ guǒ), pastel de arroz al vapor cubierto con rábanos; se suele comer para desayunar.
- Claypot chicken rice (砂煲鸡饭 shā bāo jī fàn), arroz cocinado en una olla de yeso, se sirve con pollo o con una salchicha china.
- Curry de fideos y pollo (咖喱鸡面 gā lí jī miàn), fideos de huevo en un curry de pollo.
- Duck rice (鸭饭 yā fàn), pato braseado con arroz (卤鸭饭 lǔ yā fàn). Se suele servir con huevo duro y verduras en salazón o tofú (tau kua).
- Fideos de albóndigas de pescado (鱼丸面 yú wán miàn), generalmente es una variedad de Teochew. Cualquiera de los diversos tipos de huevo y arroz que puede servirse en "seco" o con una sopa, con albóndigas de pescado, pastel de pescado, brotes de soja y lechuga, así como con bak chor mee. Los fideos más solicitados para la elaboración de este plato son el mee pok.
- Arroz con pollo Hainanese (海南鸡饭 hǎi nán jī fàn), pollo al vapor con arroz cocinado en un caldo. Siempre se sirve con chili, una salsa de soja y salsas basadas en jengibre.
- Hae mee (虾面 xiā miàn), fideos amarillos de huevo en un caldo concentrado, todo ello con costillas de cerdo.
- Hokkien mee (福建炒虾面 fú jiàn chǎo xiā miàn), arroz vermicelli y fideos amarillos fritos con gambas, rodajas de sepia.
- Hor fun (河粉 hé fěn), fideos de arroz planos servidos con pescado o camarones.
- Hum chim peng (咸煎饼 xián jiān bǐng), un pan al estilo chino relleno con pasta de judías.
- Tostada Kaya, un desayuno tradicional. Kaya es un coco dulce que se elabora como una mermelada y que se extiende sobre una tostada. Se combina con una taza de café.
- Kway chap (粿汁 guǒ zhī) es un plato variante del Teochewt, arroz en una especie de sopa saborizada con salsa de soja y con diversas carnes de cerdo.
- Lor mee (卤面 lǔ miàn), un fideo Hokkien servido en una salsa viscosa.
- Oyster omelette (蠔煎 háo jiān), se trata de ostras con una mezcla especial de harina-huevo.
- Pig's organ soup (猪杂汤 zhū zá tāng; literalmente: sopa de las partes de aprovechamiento del cerdo) es una sopa variante del kway chap.
- Popiah (薄饼 báo bǐng), estilo-Hokkien con cebollas de primavera o crepes enrollados, cocinados con salchicha china, gambas y lechuga.
- Rojak chino, una ensalada de frutas. Es diferente del rojak indio.
- Soon kway (笋粿 sǔn guǒ), un dumpling relleno de vegetales con una salsa.
- Vegetarian bee hoon (斋米粉 zhāi mǐ fěn), arroz vermicelli con diversos vegetales o tofu.
- Wan ton mee (云吞面 yún tūn miàn), fideos con carne de cerdo o camarones.
- Yong tao foo (酿豆腐 niáng dòu fǔ), una variedad de verduras cocinadas con pescado y con una sopa basada en ikan bilis. Puede servirse seco con judías dulces y salsa picante.
- You char kway (油条 yóu tiáo)
- Yusheng (鱼生 yú shēng), pescado crudo en ensalada, famoso durante la celebración del Nuevo año chino.

### Inspirados en la cocina malaya
- Agar agar - agar extraído de las algas comestibles.
- Ayam goreng, pollo frito.
- Curry puff, una pasta con pollo al curry, patatas cortadas en cubos y huevo duro. algunas veces se emplean sardinas en lugar de pollo.
- Goreng pisang, bananas cubiertas en harina, fritas y servidas como un snack.
- Ketupat, un pastel de arroz malayo. Servido generalmente con satay.
- Kueh lapis, un pastel multi-capas coloreado.
- Kuih pisang, pasteles de banana.
- Laksa, fideos de arroz en un curry de leche de coco, huevo y pollo. Su origen es de Peranakan. Una variante específica (y opuesta a la variedad fusionada de las cocinas Malasia y de Singapur) es el Katong laksa.
- Lontong, pastel de arroz comprimido y una sopa de verduras.
- Mee goreng, fideos de color amarillo stir-fried con salsa de tomate, algún chili, y diversas carnes o calamares.
- Mee rebus, fideos amarillos servidos con una salsa muy picante elaborada de soja fermentada.
- Mee siam, "fideos siameses" o finos fideos de arroz en una sopa muy especiada.
- Mee soto, una sopa de fideos muy especiada.
- Nasi ayam goreng, Arroz frito al estilo malayo con pollo.
- Nasi lemak, arroz con coco en una omelette, anchoas, pepino y pasta chili. Algunas veces se enrolla en una hoja de banana, para reforzar su sabor.
- Nasi padang, un plato de origen indonesio con arroz y una amplia elección de vegetales.
- Otak-otak, un pastel de pescado especiado y servido en una hoja de banana.
- Roti john, pan relleno con diversos ingredientes (generalmente carne y cebollas) y luego frito.
- Sambal, se trata de un ingrediente.
- Satay, carne a la parrilla servida como pincho servido con ketupat, pepino y cebolla.
- Soto ayam, una sopa de carne de pollo especiada.

### Inspirados en la India

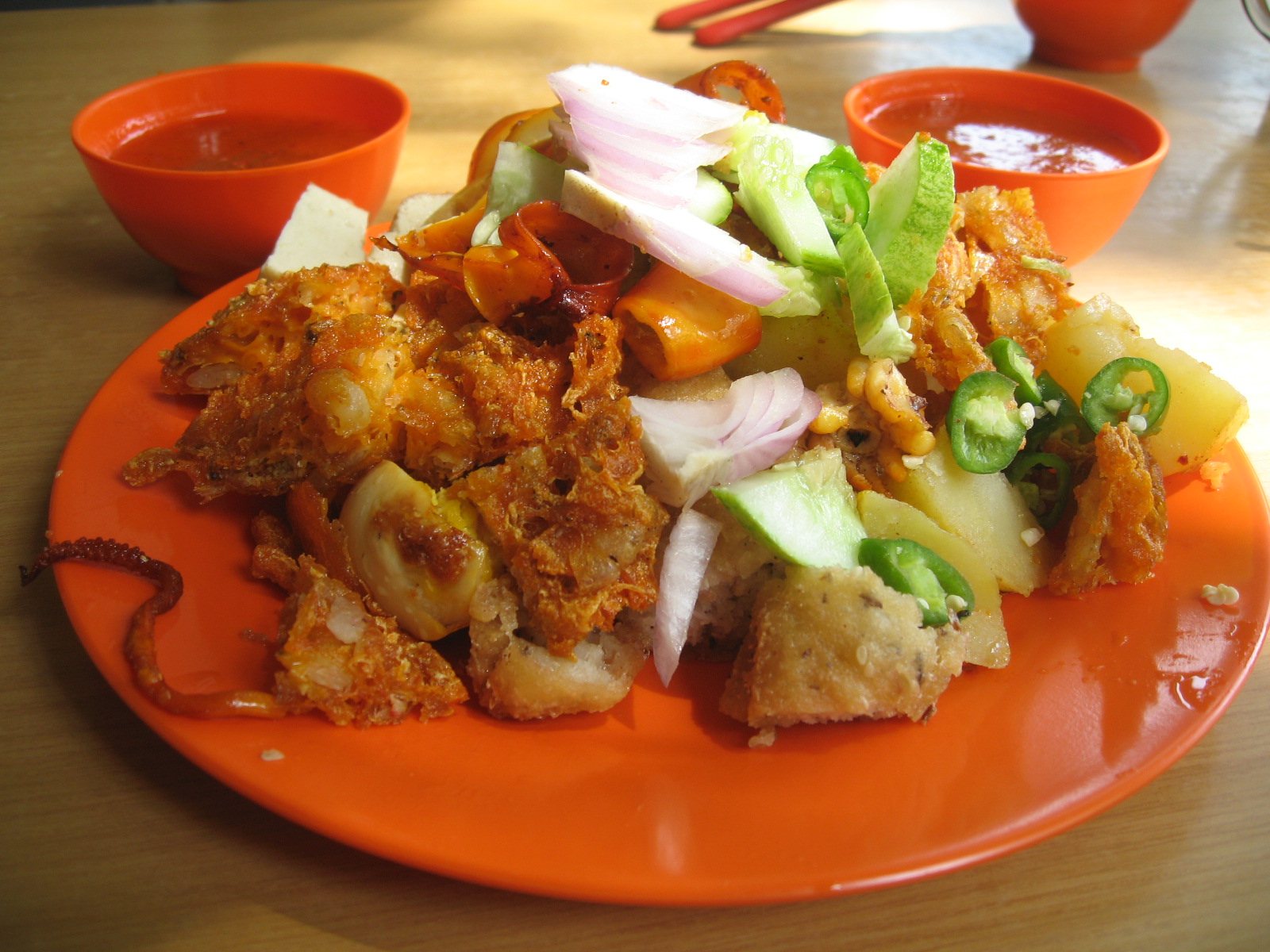
Rojak Indio

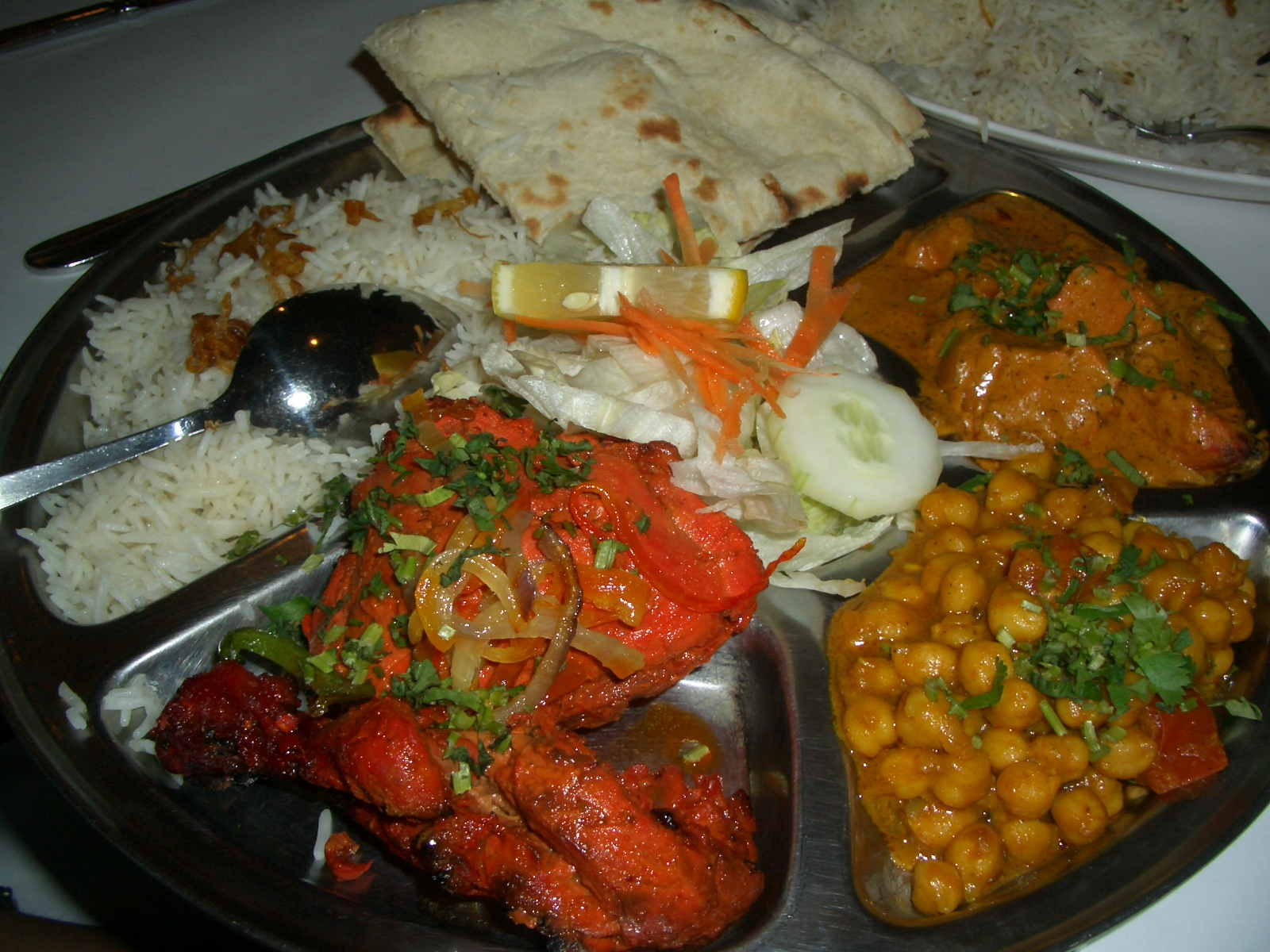
Arroz servido con naan, tandoori chicken, y el chicken tikka masala.

- Appam, una tortita de arroz fermentado.
- Indian rojak, un plato de la comunidad musulmana de la India con diversos vegetales y mariscos fritos en una masa.
- Murtabak, una variedad de roti prata con carne picada de cordero y cebollas.
- Nasi briyani, un plato indio-musulmán de arroz y servido con pollo, vaca o cordero.
- Putu mayam, un plato originario de Sri Lanka, similar al Sri Lankan hoppers.
- Roti prata, un plato de la comunidad musulmana de la India extremadamente popular como desayuno, es muy celebrado por todos los habitantes de Singapur.
- Soup kambing, sopa de cordero.
- Tandoori, una forma de cocinar típica de la India.
- Thosai, pastel de lentejas.
- Mee Kuah, un plato de fideos indio con salsa de carne.